# Chrystus po ubiczowaniu (obraz Mateo Cerezo)
Chrystus po ubiczowaniu (hiszp. Cristo después de la Flagelación) – powstały w XVII w. obraz autorstwa hiszpańskiego malarza barokowego Mateo Cerezo.
Dzieło znajduje się w zakrystii kościoła parafialnego w Briones w Hiszpanii.